# Partido de los Trabajadores Independientes
El Partido de los Trabajadores Independientes (en alemán: Unabhängige Arbeiter-Partei, UAP) fue un partido político alemán.

## Ideología
Se definía como un partido nacionalista, socialista y obrero. Criticaba a los demás partidos de derecha describiéndolos como capitalistas, y se refería en su programa a los hermanos Otto y Gregor Strasser.

## Historia
Fue fundado el 21 de enero de 1962 en Essen, por miembros escindidos de la Unión Social Alemana. 
Durante sus primeros años, el UAP se distanció constantemente de los otros partidos de derecha, pero a finales de 1960, trató de hacer contactos, en particular con grupos nacional-revolucionarios. En 1968 se fundó como escisión del UAP en Baden-Wurtemberg el  Partido Alemán Social-Liberal (SLP) por Martin Pape, que en 1978 se convirtió en el Freiheitliche Deutsche Arbeiterpartei (FAP).
En la década de 1970, el ala izquierda del Partido Nacionaldemócrata de Alemania (NPD) se separó del mismo y algunos de sus antiguos miembros pasaron a formar parte del UAP. En 1975, el UAP, junto con otros partidos y organizaciones pequeñas, fundó la Arbeitsgemeinschaft Demokratische Neuordnung (AGDN), una organización identificada por el nacionalismo popular, que abogaba por la protección del medio ambiente, estando en contra de la energía nuclear. Una parte considerable de los miembros de la AGDN más tarde participó en la fundación de Los Verdes y posteriormente se unió al ÖDP. En 1978, la AGDN se disolvió.
El UAP participó en varias elecciones federales; en las elecciones federales de Alemania de 1969, con 3.959 votos y el 0,0%, logró su mejor resultado. Desde sus inicios, el partido participó regularmente en las elecciones estatales de Renania del Norte-Westfalia, pero siempre alcanzó un porcentaje de votos inferior al 0,1%. Su última participación tuvo lugar en las Elecciones estatales de Renania del Norte-Westfalia de 2010, con sólo unos candidatos directos, alcanzando 108 votos directos (0,0 por ciento).
El partido se disolvió el 1 de noviembre de 2014.